# شهرستان آکسفورد (مین)
شهرستان آکسفورد واقع در ایالت مین است. جمعیت این شهرستان بر اساس سرشماری سال ۲۰۱۰ آمریکا ۵۷۸۳۳ نفر گزارش شده‌است. مرکز شهرستان آکسفورد شهر پاریس است. این شهرستان در تاریخ ۴ مارس ۱۸۰۵ از بخش‌های شمالی یورک و کامبرلند تشکیل شده‌است. شهرستان آکسفورد با استان کانادایی کبک مرز دارد.